# Corral de Piedra, Victoria
Corral de Piedra är en ort i Mexiko.   Den ligger i kommunen Victoria och delstaten Guanajuato, i den centrala delen av landet, 230 km nordväst om huvudstaden Mexico City. Corral de Piedra ligger 1 874 meter över havet och antalet invånare är 131.
Terrängen runt Corral de Piedra är kuperad. Runt Corral de Piedra är det ganska glesbefolkat, med 24 invånare per kvadratkilometer. Närmaste större samhälle är Doctor Mora, 10,8 km sydväst om Corral de Piedra. Omgivningarna runt Corral de Piedra är i huvudsak ett öppet busklandskap.